# 王季征

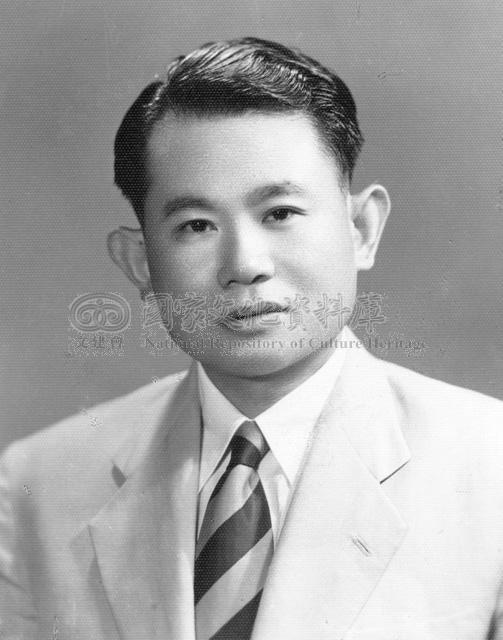
王季徵

王季征（1914年3月26日—），福建闽侯人，中华民国外交官，曾任出使多国公使、大使。

## 生平
王季征出身外交官家庭，其父王景岐曾任中華民國驻波兰公使等要职，中学毕业后考入北京大学，先后获哲学文学硕士、法学博士。其后又赴英国牛津大学学习经济学。回国后，曾担任过交通部专员，交通部秘书、设计委员兼稽核委员会秘书，以及川滇西路管理局专员，外交部礼宾司科长、帮办、专门委员、司长，东吴大学法学兼任教授等职务。
赴台后，历任中华民国驻巴拿马公使、兼驻萨尔瓦多公使、兼驻洪都拉斯公使、驻黎巴嫩公使（后升任大使）、外交部顾问、驻利比亚大使、驻中非大使、外交部研究设计委员、外交领事人员讲习所教授、考试院使领馆人员特考典试委员等。
1954年12月9日，擔任中華民國駐薩爾瓦多公使期間，代表中華民國與薩方簽訂《中華民國與薩爾瓦多共和國友好條約》。